# Полковничье (Згуровская община)
Полковничье (укр. Полковниче, до 2016 г. — Петровское) — село, входит в Згуровскую поселковую общину Броварского района Киевской области Украины. До 2020 года входило в состав Згуровского района.
Население по переписи 2001 года составляло 9 человек. Почтовый индекс — 07631. Телефонный код — 4570. Занимает площадь 0,713 км². Код КОАТУУ — 3221986405.

## Местный совет
07631, Київська обл., Згурівський р-н, с. Турівка, вул. Київська, 15